# 산마리노 대성당

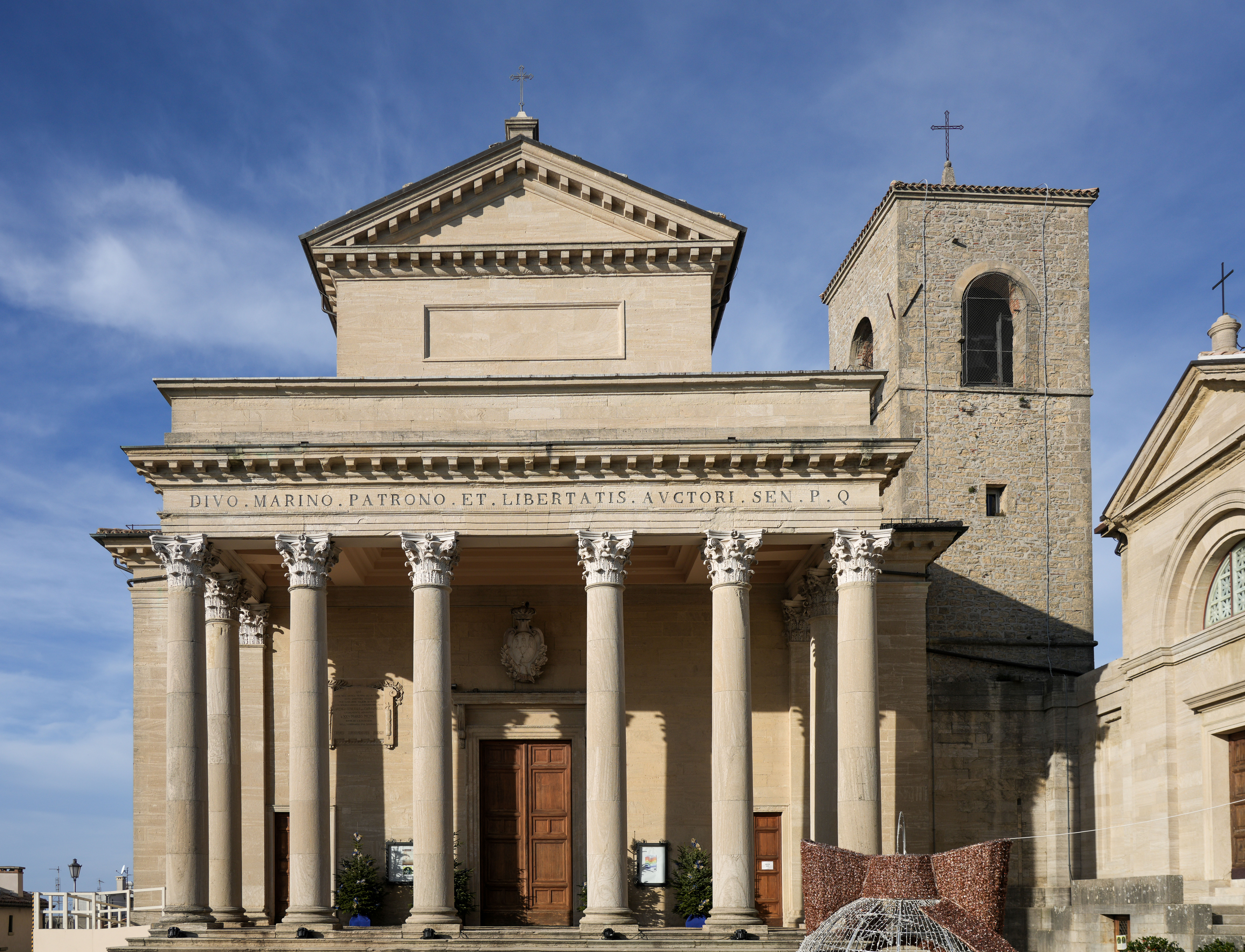
산마리노 대성당

산마리노 대성당(이탈리아어: Basilica di San Marino 바실리카 디 산마리노[*])은 산마리노 산마리노 시 도무스 플레비스 광장에 있는 대성당이다. 산마리노의 10 유로센트 주화에 이 대성당이 그려져 있다.